# Karmelita kolostor
A Miniszterelnökségnek helyet adó – egykori Karmelita kolostor, Budapest I. kerületében, a Budai Várnegyedben található épület (Színház utca 5–7.). Az épületkomplexum két nagyobb egységből áll: a karmeliták zárt, belső udvarral rendelkező kétemeletes korábbi rendházából, valamint az ennek a déli oldalához épített egyhajós templomépületből. Az épületegyüttes 1725 és 1736 között épült késő barokk stílusban. A karmelita rend feloszlatása (1784) után a templomot átalakították, tornyát lebontották, 1787-től színházként működött. 
A karmeliták templomából átalakított Várszínház (Színház utca 1–3.) volt az első állandó színház Budán. Ez az egyetlen olyan 18. századi magyarországi színházépület, amely egészen 2016-ig játszóhely volt. 
A templomot és az egykori kolostorépületet Kempelen Farkas tervezte át. A korábbi rendház 1786-tól kaszinóként funkcionált, három tekepályával. Kempelen a refektóriumot díszteremmé alakította, melyet Gelinek Ferenc copf stílusú virágfüzéres, medalionos falfestményei díszítettek. Az épület Színház utcai, kétemeletes homlokzatát a 19. században klasszicista stílusban átépítették és főbejárattal, kapualjjal és lépcsőházzal bővítették. A második világháborúban, Budapest ostroma alatt romba dőlt épületegyüttest Kékesi László és Mózer Pál tervei szerint építették újjá. Többek között a Színháztörténeti Intézet, a Nemzeti Örökség Intézete, a Várgondnokság Közhasznú Nonprofit Kft., a Kormánybiztosi Iroda működött a Karmelita kolostor épületében. (Az épületegyüttes déli oldalán a Várszínház színházként funkcionált, 1978-tól a Népszínház társulatának volt a játszóhelye, illetve a Nemzeti Színház Kamaraszínháza volt itt. Utoljára a Nemzeti Táncszínház otthona volt.) 
2019. január 1-től a Miniszterelnökség költözött a felújított épületegyüttesbe. Az építési, átépítési terveket Zoboki Gábor készítette.

## Az épületegyüttes története

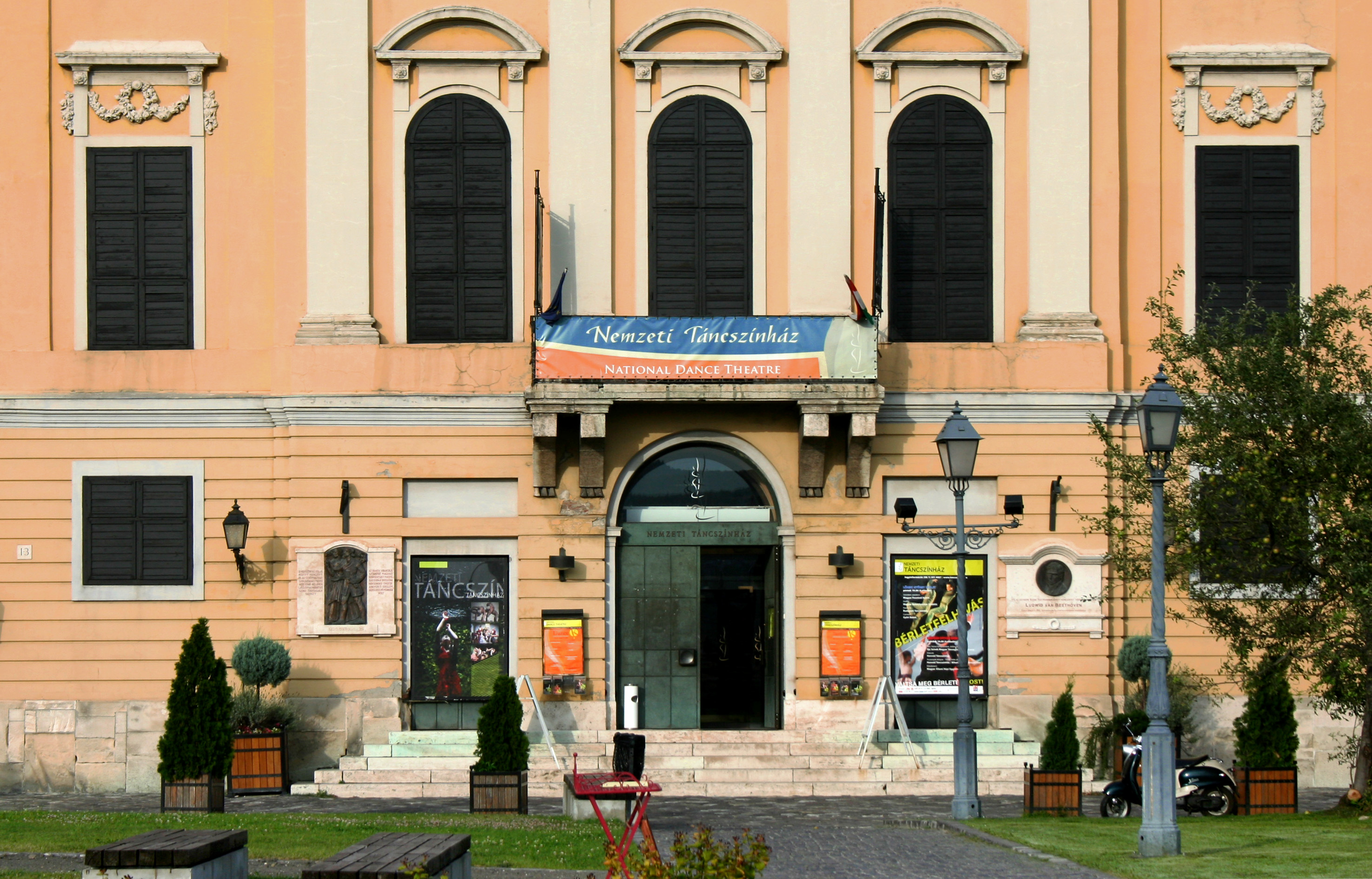
A Várszínház bejárata

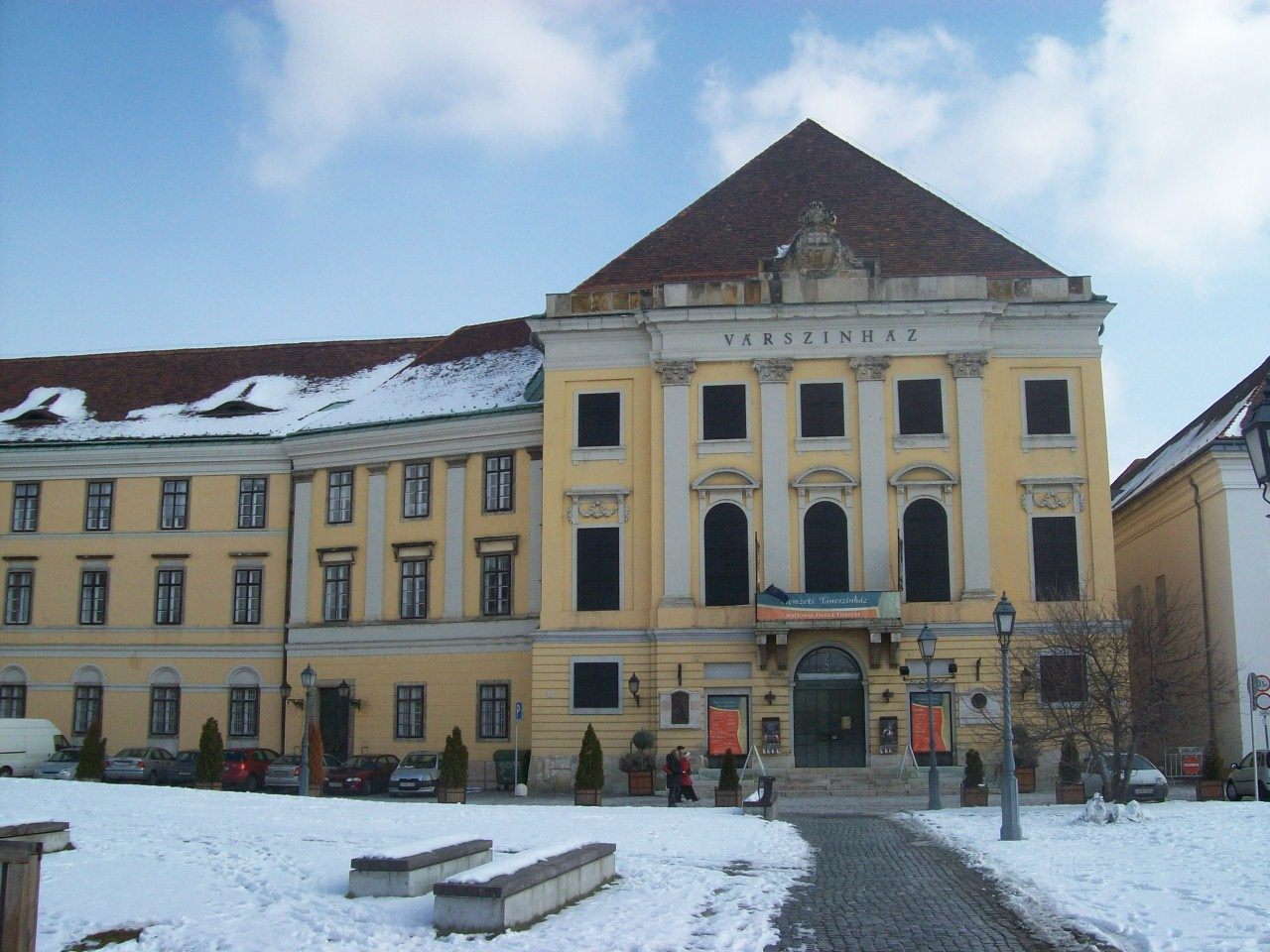
A Várszínház épülete

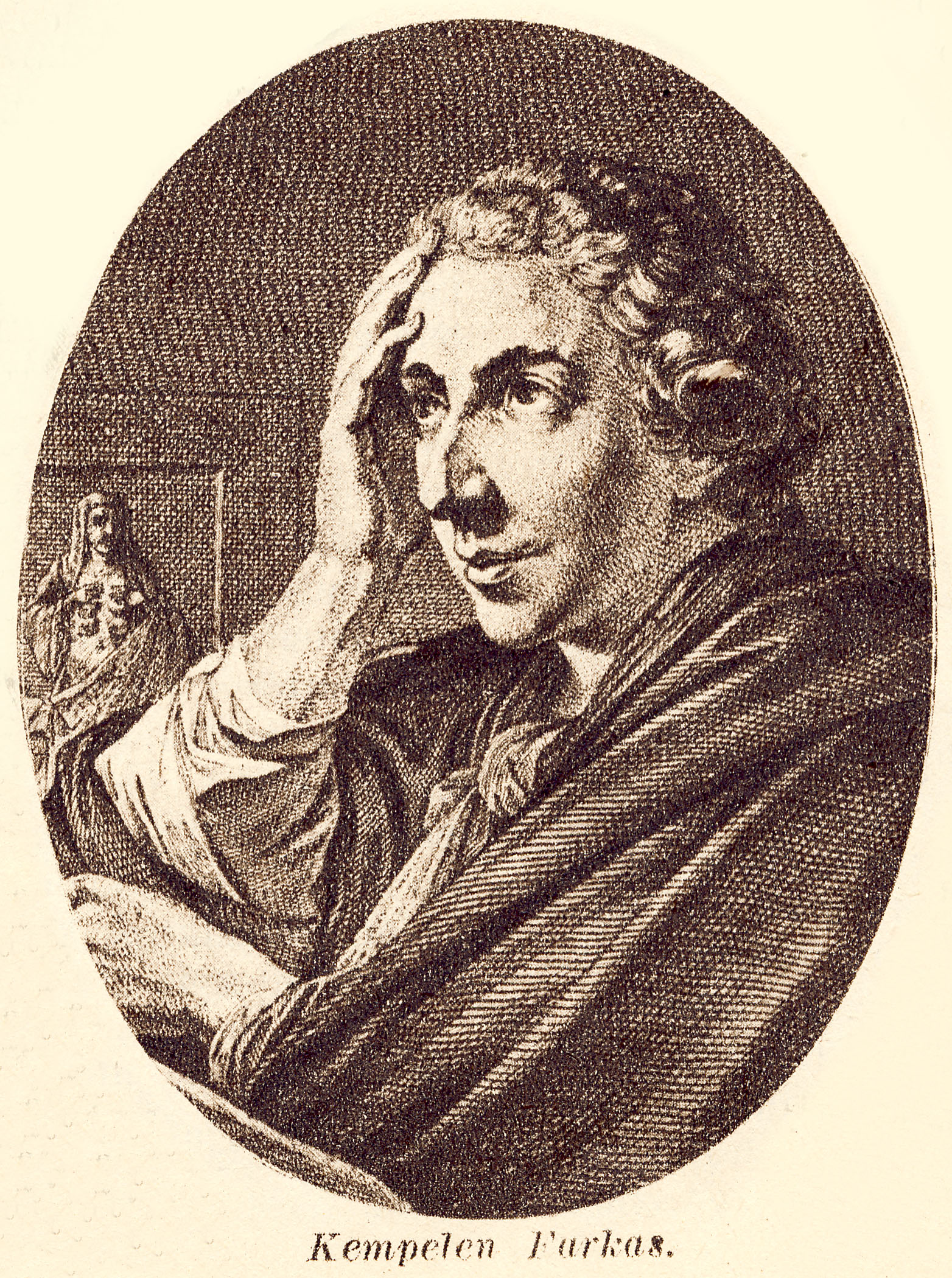
Kempelen Farkas, a Várszínház tervezője

A középkorban a ferencesek Szent János-temploma és kolostora állt itt, amelyet IV. Béla alapított és 1269–70-ben épült, később a Szent Zsigmond-prépostsághoz tartozott a templom, amelyet a vár 1541-es török megszállásakor a törökök kifosztottak, s elpusztítottak. A keresztény templom épületének egyes megmaradt részei felhasználásával a török időkben mecsetet építettek, amely Buda 1686-os ostromakor dőlt romba. A telket előbb a jezsuiták kapták meg, 1693-ban adták át a karmelitáknak. 1725-ben rakták le a templomuk alapkövét, amelynek építése 1736-ra fejeződött be, de csupán 1763-ban került sor a felszentelésére. II. József azonban 1784-ben ezt a rendet is feloszlatta. 1786-os budai látogatásának alkalmával személyesen rendelkezett arról, hogy színházat alakítsanak ki a templomból az 1784-ben Budára telepített központi kormányhivatalok tisztviselői karának szórakoztatására. Kempelen Farkas készítette a terveket. A Várszínház nézőterének szerkezete fából készült, és majdnem 200 évig megmaradt, mígnem 1924-ben a karzat egy része leszakadt.
A színház falába elhelyezett korabeli emléktábla így meséli el a hely, az épület történetét:
„Itt állott a b. szűznek u. n. új, vagy kisebb egyháza, mely a sz. Zsigmond-prépostsághoz tartozott.
Először 1471. említtetik, midőn horogszeghi Szilágyi Erzsébettől, Mátyás k. anyjától gazdagon megajándékoztatott. A török korban (1541–1686) leromboltatván, 1692-ben a karmeli szerzet által József tiszteletére ismét letelepíttetett. II. József császár alatt pedig 1784. német színházzá alakíttatott.”

## A Várszínház építése
A fennmaradt iratok szerint 1790-ben Budán közel huszonháromezer ember lakott, akik közel sem tudták volna eltartani a Várszínházat. Ebben jelentős változást egy bécsi határozat hozott. A II. József császár 1783. november 23-án keltezett rendelete alapján a Magyar Királyi Helytartótanácsot, a Magyar Udvari Kamarát, és a hétszemélyes táblabíróságot Pozsonyból Budára helyezte át, aminek hatására 1784-től seregestől költöztek át a várba, és környékére a hivatalnokok, családjukkal és az őket kiszolgáló személyzet tagjai, valamint boltosok, kocsmárosok, fuvarozók, kereskedők.
Az elhagyott zárdaépület raktárként is szerepelt rövid ideig. A Pesten működő német nyelvű színtársulat direktora, Bulla vetette fel annak ötletét, és folyamodott a helytartótanácshoz, hogy a zárda ebédlőjét, vagy esetleg magát a templomot alakítsák át színházzá. Javaslata nyomán került elő a színházépítés gondolata a legmagasabb körökben.
Kempelen Farkas tanácsost az udvarnál igen megbecsülték korábbi találmányai miatt, így amikor a volt karmelita templom színházzá való átalakításának terve megszületett, hozzá fordultak, hogy annak részletes terveit, gépszerkezeteit és várható költségvetését elkészítse. A színház tervét azonban összevonták, a szomszédos, volt klastrom kaszinóvá való átalakításával. Kempelen elkészítette az összevont intézmény tervét, és javaslata szerint három úgynevezett „Lusthaus” és három tekepálya került volna felépítésre, valamint a színház földszintjét farsang és bálok idején fölemelhető lett volna (nem valósult meg). Az építészeti igazgatóság a javaslatot elfogadta, mivel számításaik szerint, az így felszabaduló helyek remélhető bérletéből finanszírozni lehetett az építkezés költségeit, s javasolta a testület, hogy bízzák meg Kempelent az átalakítási munkálatok vezetésével. Határozatot hoztak továbbá, hogy a kolostor, és a templom elvételéért a város fizesse meg a vallásalapnak járó kártalanítást. Ez hosszú perlekedést vont maga után, amelyet követően Buda városa húszegynéhány ezer aranyforintról szóló kötelezvényt ugyan aláírt a vallásalap felé, de annak megfizetése alól később felmentették.
„A színház, kaszinó, és terasz átalakítási munkálatait Kempelenre lehet bízni, s a kincstár fizesse ki az átalakítás költségeit, 28 362 forintot és negyvenöt krajzárt, hanem nem illik, hogy Kemplen vegye át ezeket a munkálatokat, mivel közhivatalnok. Egyebekben a kancellária javaslatát helyben hagyom” József m. p.
II. József döntése elindította az építkezést, amelynek megvalósulásáig számos tervmódosuláson ment keresztül. Kempelen 1787 januárjában kezdte meg a munkálatokat. A pénz kezeléssel Pogner Károlyt bízta meg a város, akinek előterjesztése nyomán döntött az utalványozásról a helytartótanács. A kifizetések folyamatosan az építkezésekkel párhuzamosan az ún. Hauptzahlamt (Fő fizetőhivatal) fizette ki. Az eltervezett összeg kevésnek bizonyult, mert már 1787 októberében kimerült, s további 2500 forintot fizetett ki plusz költségként a hivatal, 1788 elején ez még kiegészült további 1500 forinttal, amelyet viszont a város fizetett ki.
Az építkezéseket a kamarilla megbízásából Hikisch Kristóf pallér vezette.
Az 1788-ban kiadott gótai „Theater-Kalender”-ben – amelyet Carl Wilhelm Ettinger szerkesztett – találni leírást arról, milyen volt a megnyíló budai Várszínház. Ebből a leírásból tudhatta meg az utókor, hogy az átadást követően Kemplent ismét Bécsbe helyezték, s az intendatúrával báró Schönsteint bízták meg. A nyitás éveiben 17 díszlete volt a színháznak, amelyek túlnyomó részét maga Kempelen tervezte. Dicséri és kiemeli a kalendárium a Kemplen-féle ó-gót, és lovag díszletet, „mely pompára és remek munkára mindegyiknél különb”. Az átalakítások egy pontján, 1787 telén a Bulla-féle társulat tartott előadásokat a volt karmelita klastrom refektóriumában.

### Átalakítások, felújítások
Az első felújítás 1815-ben, a második 1854-ben következett be. Az első világháború idején, 1914 és 1918 között az épület katonai raktárként funkcionált, majd felújították, és néhány évig ismét színház működött benne. 1924-ben azonban az épületet bezárták, a karzat említett leszakadása miatt. Berendezését 1943-ban tűzbiztonsági okokból lebontották. 1945-ben Budapest ostroma során az épület megsérült, szerkezeti helyreállítására 1947-ben került sor. 1978-ban készült el a 264 ülőhelyes, felújított Várszínház, melyben az emeleti nézőtér és a földszinti foyer közös légterű volt.

## A Várszínház története

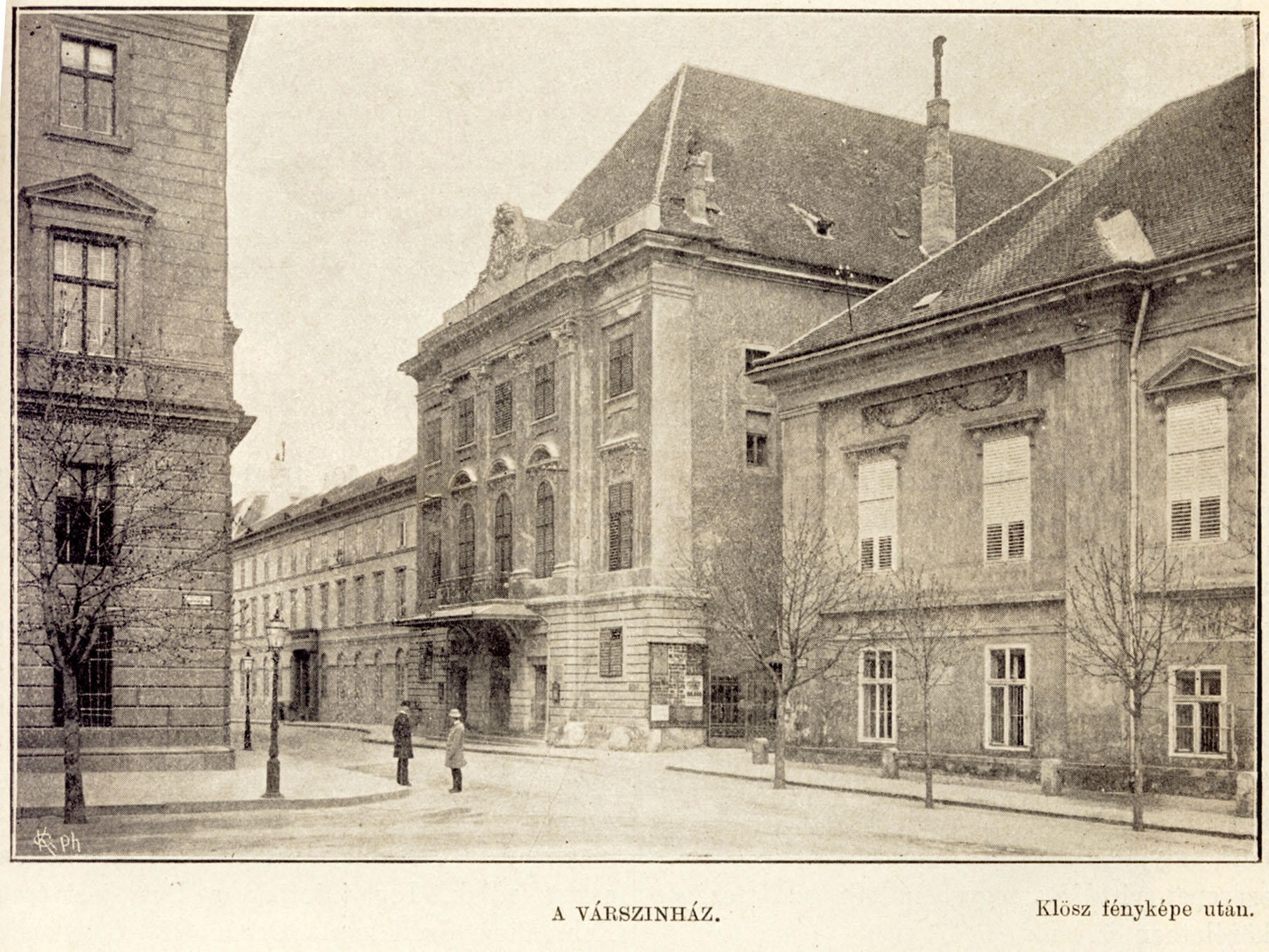
A Várszínház és környéke 1899-ben. Klösz György felvétele

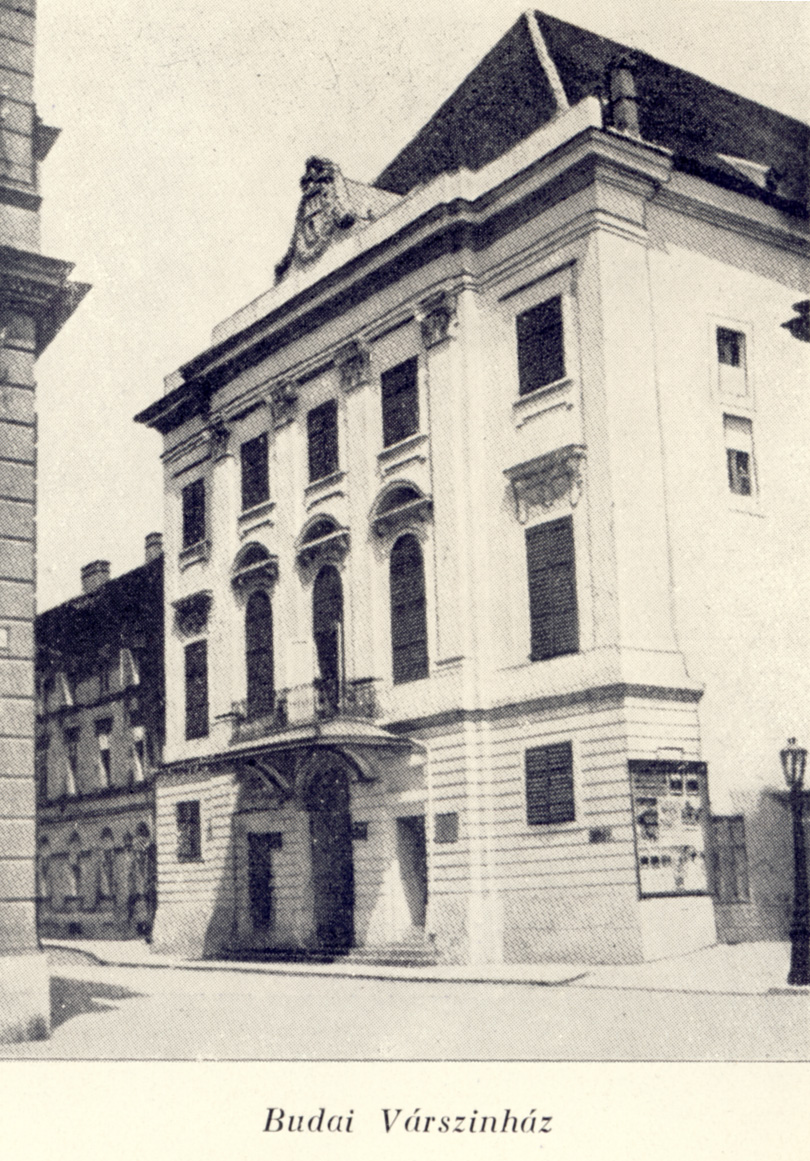
A Várszínház az 1920-as évek elején

1787. október 17-én nyílt meg a színház, 1200 fős befogadóképességgel. Eleinte német nyelvű társulatok játszottak. Az első magyar nyelvű előadásra 1790. október 25-én került sor: Az Igazházi című darabot Kelemen László társulata adta elő.
A színpadról hivatásos magyar színészek által elhangzó első magyar szó kötődik ehhez az épülethez, és ehhez az első előadáshoz. Így a magyar színháztörténet egyik kulcsfontosságú emlékhelye a Várszínház. Az első hazai színházi bemutató az akkor Budán ülésező országgyűlés idején történt. A Kelemen László vezette társulat, kisebb-nagyobb megszakításokkal hat éven keresztül küzdött első fellépésüket követően a magyar nyelv és kultúra színpadról történő terjesztésével, majd a társulat feloszlott. Akkoriban a német volt a hivatalos nyelv. A várat és környékét is elsősorban német-ajkú polgárság lakta, s a kis magyar állandó színtársulat belebukott egyrészt a polgárok közönyébe, másrészt a hatóságok gáncsoskodásaiba. A hivatalok akkoriban II. József német kultúrát preferáló rendelkezései értelmében szabták szűkre a magyar nyelv terjedését segítő színtársulatok működését, miközben a Várszínházban folyamatos német nyelvű előadásokat tartottak. Bécsből, Németországból jöttek színvonalas programokkal társulatok, zenekarok. Egyebek mellett Beethoven 1800. május 7-én adott itt koncertet.
1803-tól fogva ismét magyar társulatok bérelték a Várszínházat, és idővel ismét a magyar színjátszás egyik fontos színhelye, a Pesti Magyar Színház, a későbbi nevén Nemzeti Színház megépítéséig. 1807-ben például Ernyi Mihály társulata játszott ezen a helyen. A kassai színtársulat nyári játéka során jutott el Vácra, ahol értesült arról, hogy a Várszínházat kedvező feltételekkel kibérelhetné. Így 1833–37-ben jelképes bérleti díjért cserébe játszhatott itt a legerősebb magyar vándortársulat. Később ennek a csoportnak a tagjai alapították a Nemzeti Színházat. A Várszínházban ekkor Déryné Széppataki Róza, Kántorné, Lendvay Márton, Egressy Gábor, Megyeri Károly, Szentpétery Zsigmond, Laborfalvi Róza, Bartha János is játszott, akik egyben a későbbi Nemzeti Színház alapító tagjai is lettek. 1837 és 1870 újfent német társulatok szerepeltek.
A budai lakosok érdeklődése kevés volt, hogy folyamatosan megtöltse a színház nézőterét. A közönség jó része a pesti lakosokból verbuválódott, akiknek mozgását jelentősen korlátozta a Duna folyamon való átjutás. Nyáron ott állt a Várkert-kioszk magasságában, hajókból összekapcsolt hajóhíd, de télen elsősorban bércsónakokon lehetett átjutni akkoriban, a Lánchíd megépítéséig. Később is a megfizetendő hídpénz messze felülmúlta a csónakosok bérét, így a Lánchíd megépülte után is sokan inkább ladikkal vágtak neki egy-egy színházi estének, amely télvíz idején, a jégzajlások táján még kockázatosabb volt. Érthető, hogy a Várszínház első ötven esztendejében egymásnak adták a kilincset a Várszínház bérlői, egymás után buktak meg a társulatok.
Az elnémetesedő kultúra miatt, 1870-ben a magyar nyelv védelmében többek közt Buda városa is határozattal korlátozta a német nyelvű előadások megtartását. Kezdetben Aradi Gergő tartott itt társulatával néhány sikertelen előadást, majd 1871-től a Nemzeti Színház játszóhelye lett. Hol dráma-, hol operaelőadásokat tartottak ebben az időben, majd 1884-ben Feleky Miklós igazgatása alatt mások között Blaha Lujza, Margó Célia, Makó Lajos, Szírmai Imre játszott itt.
1884. december 23-án ünnepelték meg a Várszínház 100 éves fennállásának jubileumát, nagyszabású díszelőadás keretei között. 1885-től a Nemzeti Színház és a Népszínház játszóhelyéül szolgált felváltva az épület, 1886-tól pedig a közös intendatúra révén, a Nemzeti Színház, és az Operaház tartott előadásokat, de helyt adott a Színművészeti Akadémia nyilvános produkcióinak is.
1905-ben itt működött rövid ideig a 20. századi magyar színjátszás egyik leghaladóbb társulata, a Thália Társaság is, Hevesi Sándor vezetésével. A Nemzeti Színháztól bérelték egyes előadásokra a helyiséget. Itt mutatták be August Strindberg: Az Apa című drámáját, 1905. március 12-én, Hebel: Mária Magdolna című művét (magyarországi ősbemutató), 1905. április 12-én, majd Kassowits Tivadar Bruno: Babona című drámáját, amelyet a bemutatót követően nem tartottak műsoron. A Thália Társaság (1904–1908) nem is annyira akkori előadásaival, hanem utóhatásával, a szellemi életre, és a hazai színjátszás megújító szellemére gyakorolt ösztönző hatásával írta be magát a magyar színháztörténetbe. A Várszínházból adminisztratív okokból kellett távozniuk, vélhetően feltűnő népszerűségük adott aggodalomra okot. Ezt később a társulat megszűnésének körülményei is igazolták. A játszó tagokat lassan felszippantották az akkori vezető színháztársulatok.
1910-ben Nádassy József soproni társulatával próbált szerencsét ezen a helyen, majd visszakerült ismét a Nemzeti Színház kezelésébe. Egy korábban elhatározott felújítás, és renoválás számára kapóra jött, az első világháború miatti szünet. Bánffy Miklós gróf, a Nemzeti Színház akkori főigazgatója rendelte el a színház helyrehozatalát, amelyet végül még a háborús időkben, 1917-ben kezdtek meg. Az újbóli megnyitásra 1918. március 21-én került sor, Szép Ernő prológjával, és a direktor erre az alkalomra írt színművét, Bánffy Miklós Az erősebb című darabját mutatták be. Ambrus Zoltán igazgató a Nemzeti Színház kamaraszínházát szándékozta itt kialakítani, ám az épületet alkalmatlannak találták erre.
Kisebb társulatok játszottak itt 1919-től. Ezután igazgatói voltak: Komjáthy János (1919–20), Sebestyén Géza (1920–21), majd a Czakó Pál vezette egri társulat téli állomáshelyéül szolgált az épület (1921–24). 1924 tavaszától fogva a főváros bezáratta a színházat, és tervei szerint magyar színészettörténeti múzeummá kívánta átalakítani, amire azonban soha sem került sor.
A második világháború során súlyosan megsérült épület helyrehozatala sok éven keresztül húzódott, elsősorban pénzügyi okok miatt. Belső berendezései, belső szerkezetének jó része elpusztult, a háború alatt. Végül is a magyar kultúra egyik jeles emlékhelyét ismét színházzá alakították, s több mint ötven évi szünet után, teljesen felújítva, a régi Várszínház nevén 1978. február 13-án nyitották meg újból, Hernádi Gyula Bajcsy-Zsilinszky Endre című darabjával.
1978-tól 1982-ig a Népszínház játszóhelye, 1982-től pedig a Nemzeti Színház kamaraszínháza volt. Az itt fellépő társulatok zsebkönyvei és színlapjai megtalálhatóak az Országos Széchényi Könyvtár Színháztörténeti Tárában.
2001. december 1-én a Várszínház mint kamaraszínház megszűnt. Attól kezdve a Nemzeti Táncszínház intézménye működött ott, a Várszínház név pedig csupán az épület megnevezéseként volt használatos. 2016-ban nagyszabású felújításba kezdtek az épületen, abból a célból, hogy a Miniszterelnökség költözzön oda. A pontos költségek nem ismertek: a Confector Mérnökiroda Kft.-vel 13,3 milliárd forint értékű szerződést kötöttek a munkálatokra, a kapcsolódó beruházásokkal együtt az ár a 25-30 milliárd forintot is elérheti.

## Miniszterelnökség
A Miniszterelnöki Kabinetiroda 2015 és 2019 között a Budapest V. kerület Garibaldi u. 2. alatt működött, de oda csak a kommunikációs államtitkárság, a közigazgatási államtitkárság és a Nemzeti Kommunikációs Hivatal költözött be. A miniszterelnök kabinetfőnöke, a Miniszterelnöki Programirodát irányító államtitkár és a parlamenti államtitkár kabinetje továbbra is a miniszterelnök mellett maradt az Országházban.
2014-ben az 1630/2014. (XI. 6.) Korm. határozat alapján az épületegyüttes a Miniszterelnökség vagyonkezelésébe került, majd a nagyszabású átépítést követően ide költözött a Miniszterelnökség központi hivatala, itt van a Miniszterelnöki Kabinetiroda és a Miniszterelnöki Kormányiroda székhelye is.
2019. január 1-től a teljes kabinetiroda valamint a kormányfői iroda is a felújított, átépített és kibővített korábbi Várszínházba költözött amely hivatalos nevet[forrás?] is kapott "Karmelita kolostor" néven.

## A Miniszterelnökség épületének leírása
Az épületet a NATO protokollja szerint őrzik, amelyik előírja, hogy csak belső készítésű fotókat lehet kiadni róla.
A felújítás és az átépítés után külsőleg egyetlen jelentős beavatkozás történt a házon: erkély épült a Duna felőli homlokzaton.
A nagyobb tárgyalók az épület északi végében vannak, ahol az egykori rendház főbb helyiségei voltak. A kormány ülésterme az egykori refektóriumban, vagyis a szerzetesek közös ebédlőjében kapott helyet. A Duna felőli oldalon sorakoznak a kisebb tárgyalók, irodák, az étkező és egy melegítőkonyha. A miniszterelnöki munkahely előtt több, egybenyitható kisterem van. Ezekben lehet fogadni a delegációkat. A Duna felőli oldalon található a miniszterelnöki szoba. Ez két cellából lett összenyitva, középen egy oszlop választja ketté a teret. Egyik oldalajtajából kétszer két méteres biztonsági páncélkamra nyílik. 
Az épületben található festmények a Magyar Nemzeti Galéria – ki nem állított – képei, a szőnyegek az Iparművészeti Múzeum törökszőnyeg-gyűjteményének raktári darabjai. A bútorok részben restauráltak, részben hiteles másolatok. Az egykori Várszínház épületében kapott helyet a könyvtárszoba. 
A belső kert nem látogatható.
A 12 ezer m²-es hasznos területű irodaépület 200-250 főnek a munkahelye. 
Az előcsarnokban áll Kelemen László szobra, Beethoven emléktábláját pedig a színházépület falán lehet látni.

## Galéria

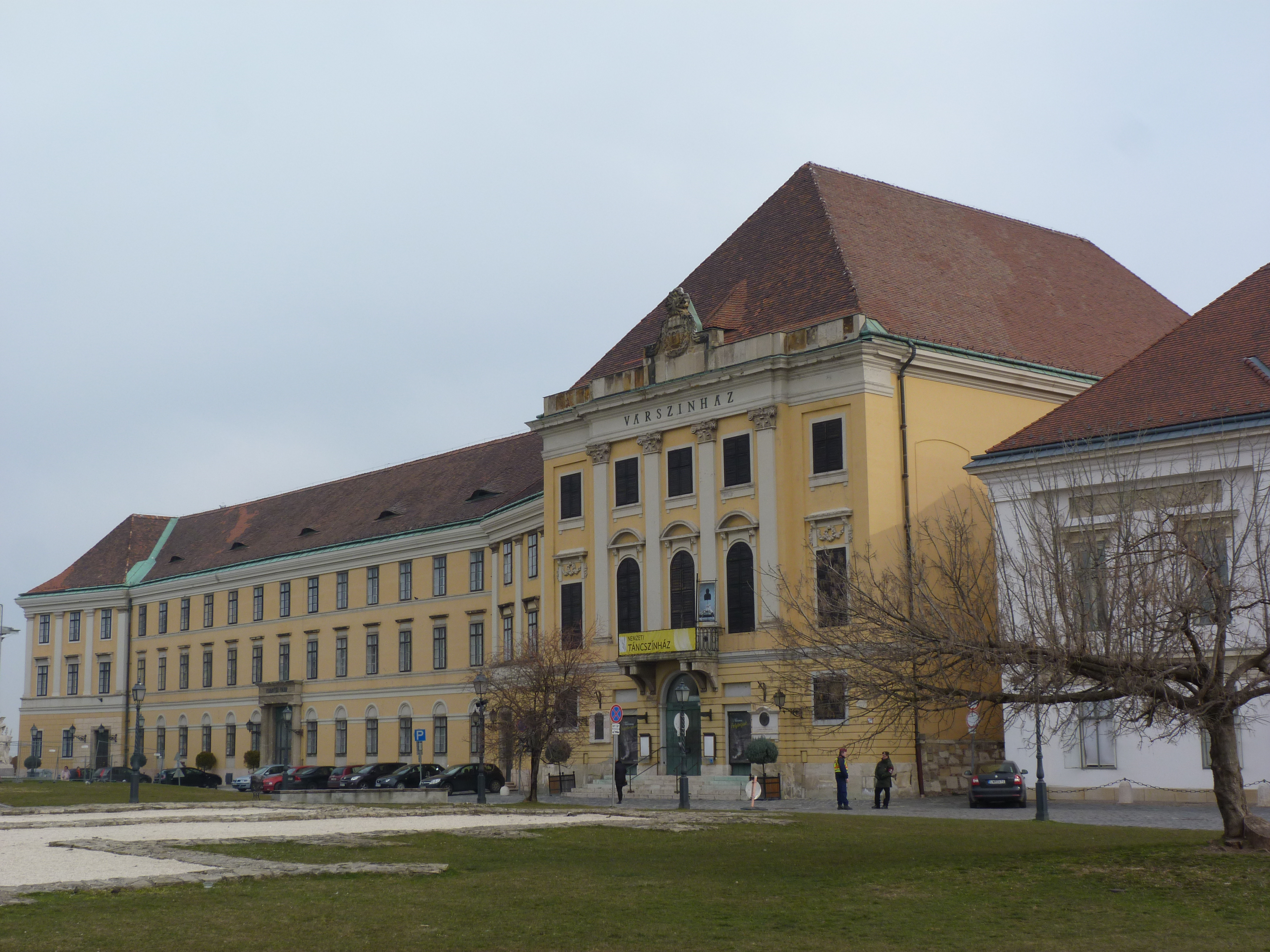
Karmelita kolostor, 2015
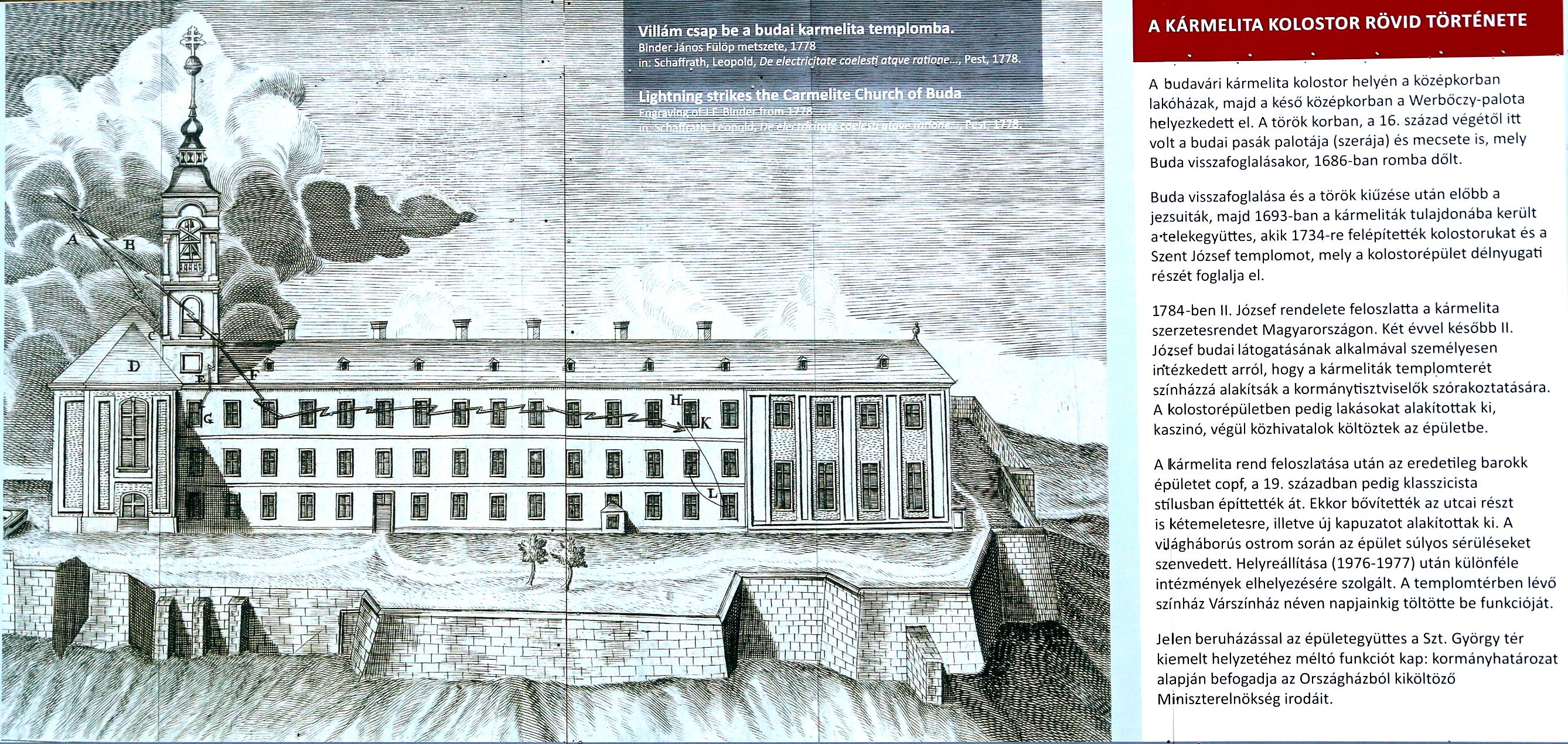
Az egykori karmelita kolostort bemutató hirdetőtábla a budai várban
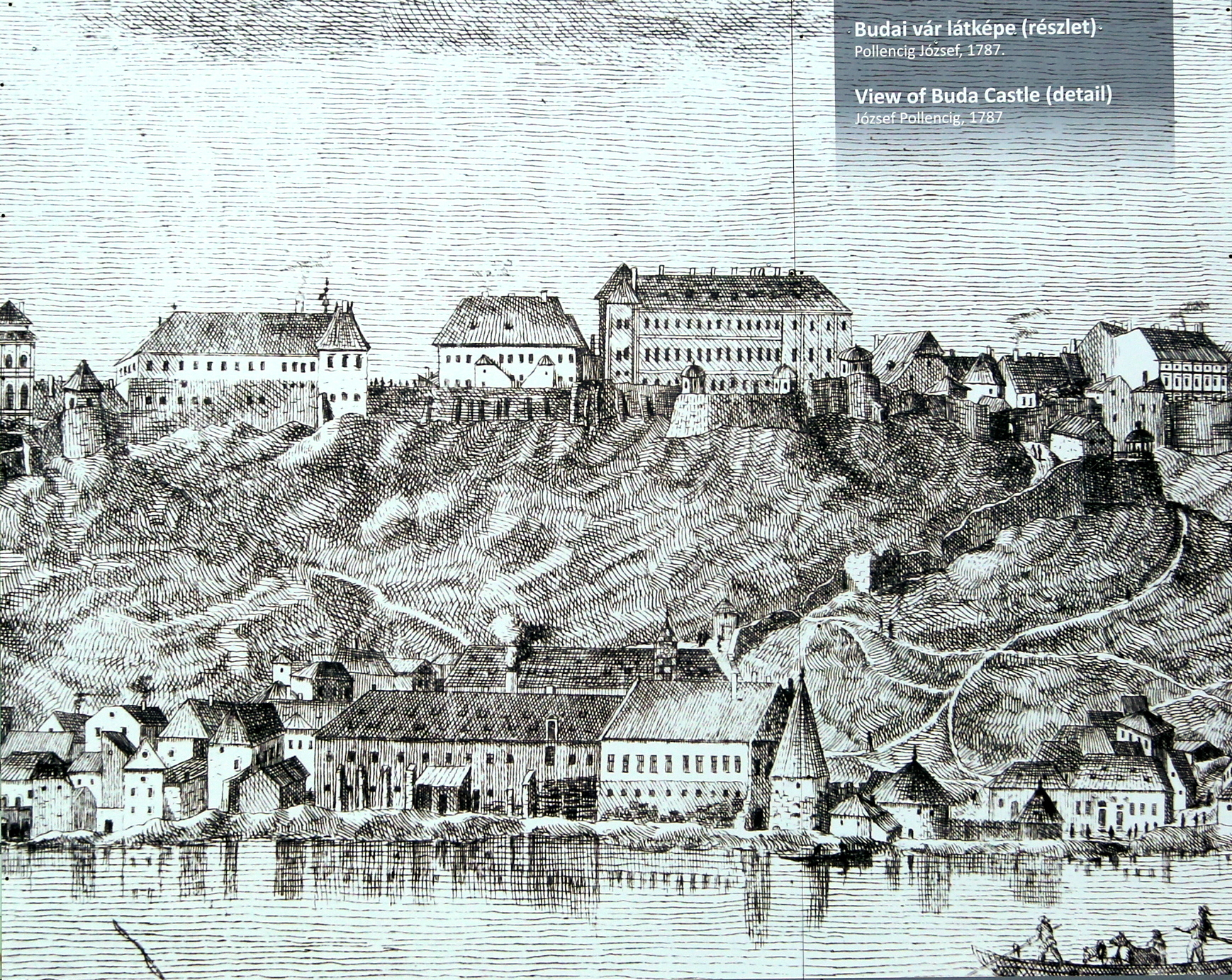
Az egykori karmelita kolostort bemutató hirdetőtábla a budai várban
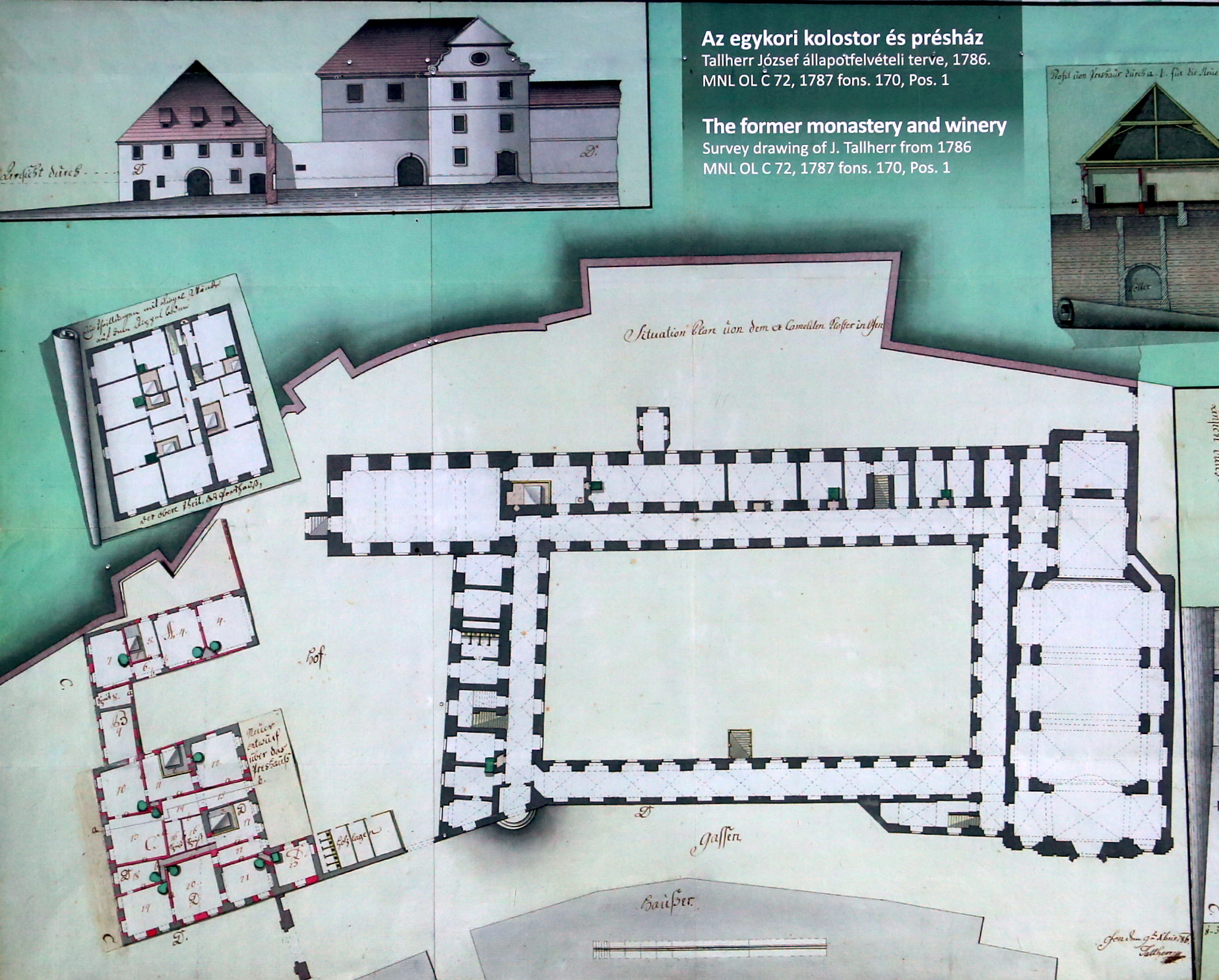
Az egykori karmelita kolostort bemutató hirdetőtábla a budai várban
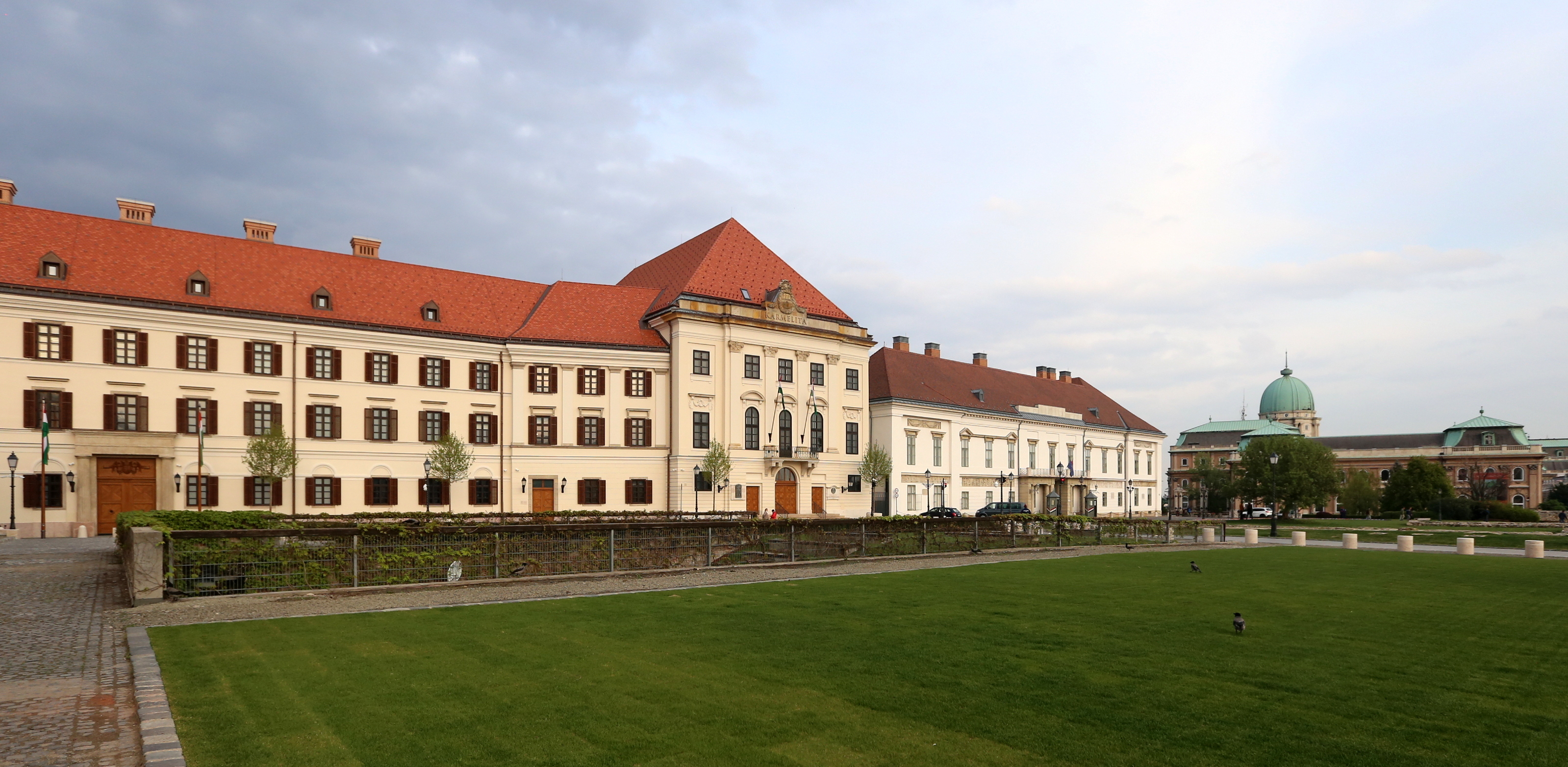
A kolostor a felújítás után, miniszterelnökségként 2019-ben
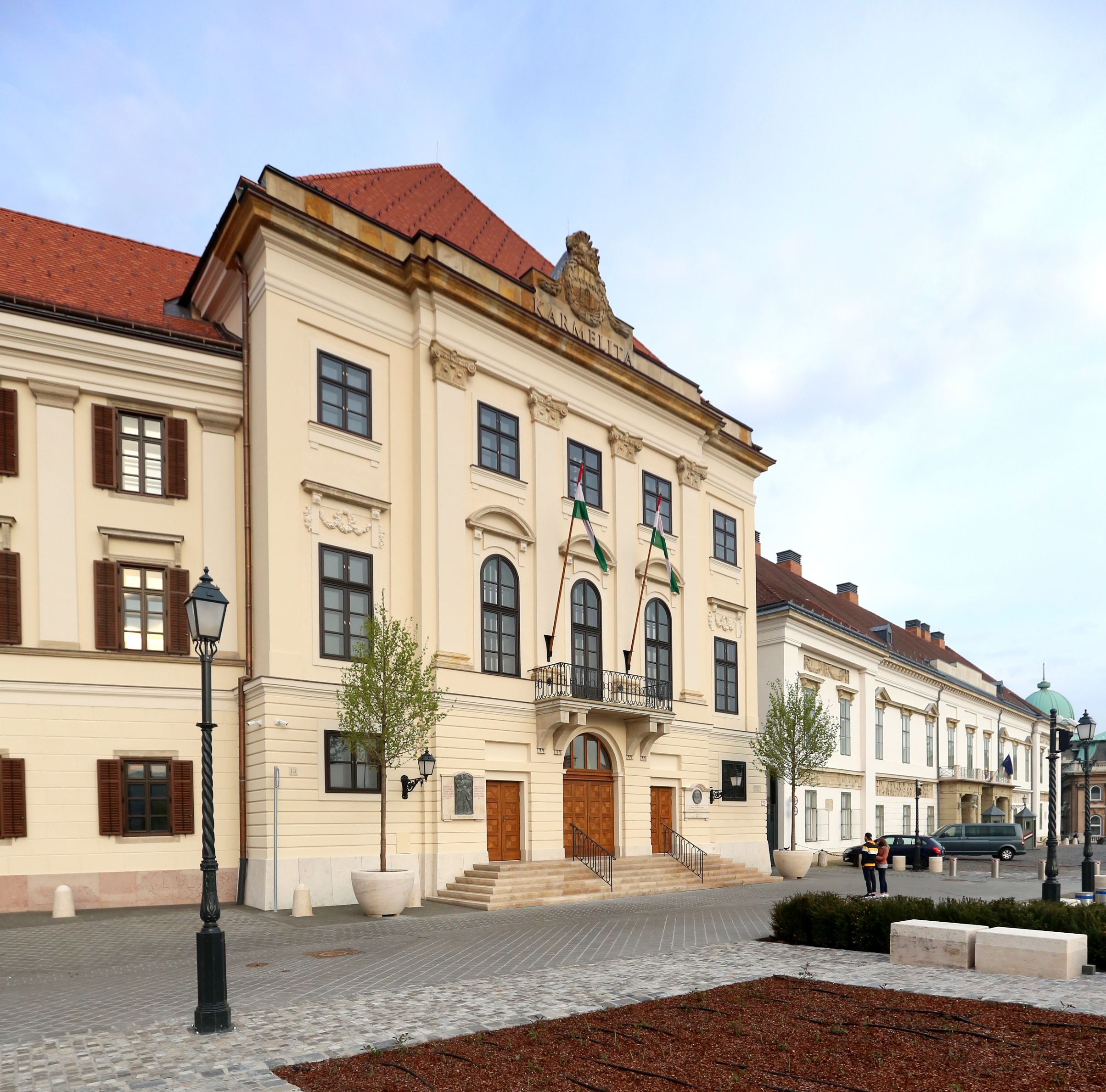